# مینه‌هاها (آریزونا)
مینه‌هاها (به انگلیسی: Minnehaha) یک منطقهٔ مسکونی در ایالات متحده آمریکا است که در آریزونا واقع شده‌است. مینه‌هاها ۱٬۶۶۷ متر بالاتر از سطح دریا واقع شده‌است.